# Parafia św. Teresy od Dzieciątka Jezus w Kruszwicy
Parafia pw. św Teresy od Dzieciątka Jezus w Kruszwicy – jedna z 9 parafii w dekanacie kruszwickim.

## Rys historyczny
Parafia pod wezwaniem św. Teresy od Dzieciątka Jezus w Kruszwicy istnieje już od 1984 roku. Od początku jej istnienia, czyli przez niespełna 30 lat jej proboszczem był ks. Jan Stręciwilk. Znacznie dłuższą historię ma jednak budynek kościoła parafialnego. Oto, co każdy parafianin wiedzieć powinien.
Świątynie w latach 20. XX wieku zaprojektował architekt Cybichowski z Poznania. Stało się to na wyraźną prośbę ks. prałata Stefana Schoenborna, proboszcza Kruszwicy. Powodem było to, że miasto rozrastało się- jeden kościół nie wystarczył. 
Jesienią w 1926 roku rozpoczęto budowę. Budowniczym kościoła był Michał Kopański z Kruszwicy. 
Już w dwa lata później budowę zakończono, z powodu braku pieniędzy. Kościół miał- według planów- wyglądać zupełnie inaczej, być pobudowanym na planie krzyża. Z powodu kłopotów finansowych pobudowano wyłącznie poprzeczne ramię krzyża. W 1929 roku Dziennik Kujawski tak pisał o nowym kościele: „Kościół ten jest co prawda skromnych rozmiarów, ale na tymczasowe potrzeby mieszczan kruszwickich zupełnie wystarczy. Jeżeli zaś okaże się w przyszłości większego kościoła, wówczas jedną ze ścian (wschodnią) można wyjąć i rozbudować go do podwójnej wielkości.” 
11 sierpnia 1929 roku ks. Kardynał Prymas August Hlond wraz z ks. Biskupem antonim Laubitzem dokonali poświęcenia świątyni. Dziennik Kujawski w notatce z 15 sierpnia tegoż roku tak podsumowuje okres budowy i efekty: „budowa trwała dwa lata. Postawiono go prawie z niczego, gdyż fundusze zbierano w czasie budowy, uciekając się do ofiarności instytucji społecznych, samorządów i obywatelstwa. Komitet budowlany składał się z ks. Prałata Schoenborna, oraz z pp. Czosnowskiego, wiceprezesa Rady parafialnej, burmistrza Borowiaka i śp. aptekarza Marcinowskiego. (…) Wnętrze kościoła (…) robi nadzwyczaj miłe wrażenie. Kompozycja barwa ścian złożona z kolorów różowego i bladobłękitnego stanowi niezmiernie sympatyczne rozwiązanie polichromiczne. Poza tem nie gorzej przedstawia się on i na zewnątrz. Okazała kopuła dominuje miastu, siejąc obok siebie wzrok niekłamanego piękna.” 
Kościół św. Teresy służył jako kościół filialny przy parafii św. Apostołów Piotra i Pawła. Kruszwica liczyła sobie wówczas pięć tysięcy mieszkańców. Dziennik Kujawski: „Kościół staną przy rynku w Kruszwicy, gdzie jeszcze przed stu laty stał kościół św. Klemensa, a który rozebrany został w 1828. Z pamiątek jedynie dzwon ocalał i przechował się do obecnej chwil, a który obecnie przeniesiony zostanie do nowo pobudowanego kościółka.” 
W czasie II Wojny Światowej Niemcy niszczą wieżyczkę kościoła oraz ołtarz główny. Zmieniają także świątynie na magazyn. Kościół popada w zniszczenie. Po wyzwoleniu przywrócono kościołowi św. Teresy charakter sakralny. Nadal spełniał rolę pomocniczą względem kościoła św. Ap. Piotra i Pawła. 
Kolejna ważna data w dziejach parafii: 27 września 1982 roku Kard. Józef Glemp, Prymas Polski, Arcybiskup Gnieźnieński i Warszawski, eryguje przy tym parafię, przydzielając jej starą część miasta. 
1 lipca 1984 roku nowa parafia otrzymuje swojego duszpasterza w osobie ks. Jana Stręciwilka. 
24 października 1987 roku firma blacharska Józefa Misiaka z Bydgoszczy zakończyła pracę przy pokryciu kopuły blacha miedzianą. 
W lipcu 1987 roku rozpoczęto wykopy i budowę domu mieszkalnego- katechetycznego, który ukończono w roku 1992. 
30 czerwca 1988 roku – pierwsza wizytacja kanoniczna i uroczystość 60-lecia kościoła, połączona z wmurowaniem kamienia węgielnego w budowany dom parafialny. Kamień ten pobrano z Bazyliki. Wizytuje i uroczystościom przewodniczy ks. Kard. Józef Glemp. 
W sierpniu 1993 roku wymalowano i pozłocono kościół. 
12 listopada 1994 roku kościół nawiedza trumienka z relikwiami św. Wojciecha. 
1 października 1997 roku parafia wraz z ks. Arcybiskupem Henrykiem Muszyńskim uroczyście przeżywa 100-lecie śmierci patronki kościoła. Jako wotum na jubileusz przebudowano wówczas prezbiterium i postawiono marmurowy ołtarz. 
Rok 2001 – wówczas zostaje ufundowany witraż św. Wojciecha. 
Rok 2002 – ufundowany zostaje kolejny witraż, poświęcony Chrystusowi Miłosiernemu i siostrze Faustynie Kowalskiej. 
2 września 2004 roku – to data zakończenia rekonstrukcji wieżyczki na kopule kościoła, zniszczonej w czasie II Wojny Światowej. 
10- 11 lipca 2005 rok- parafia uroczyście przeżywa nawiedzenie relikwii św. Teresy od Dzieciątka Jezus. 
Grudzień 2007 rok – kończy się praca przy mozaice ku czci patronki, zdobiącej prezbiterium kościoła. 
Grudzień 2010 roku wraz z rozpoczęciem adwentu parafia św Teresy zakłada swoją stronę internetową     
24 czerwca 2012 rok – pierwszy, a zarazem długoletni proboszcz parafii. Ks. kan. Jan Stręciwilk przechodzi na zasłużoną emeryturę. Obowiązki proboszcza przejmuje 1 lipca ks. kan. Wojciech Danecki, który skierowany został do Kruszwicy z Rojewic.  

## Dokumenty
Księgi metrykalne: 
- ochrzczonych od 1984
- małżeństw od 1984
- zmarłych od 1984

## Galeria

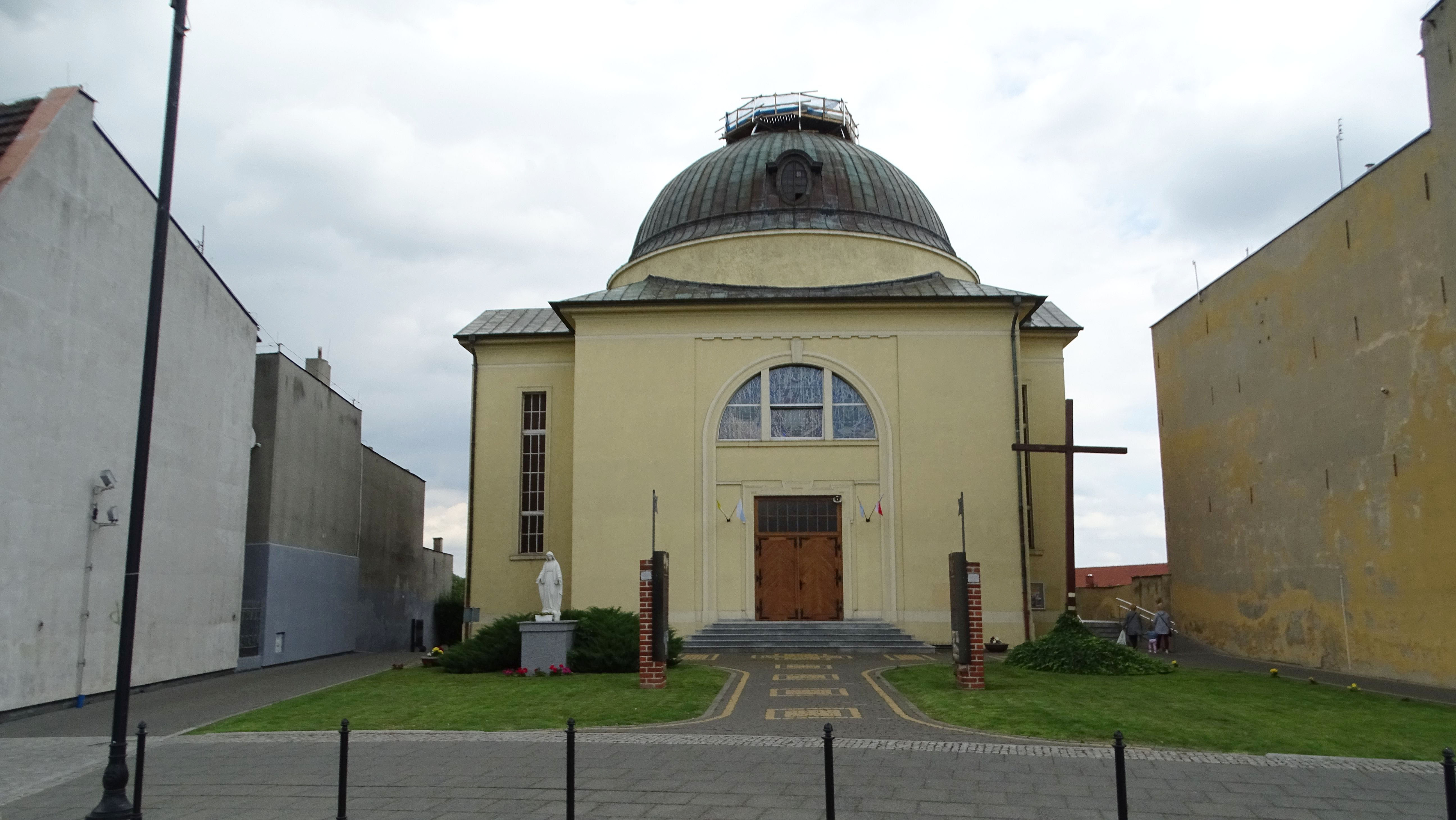
Kościół parafialny
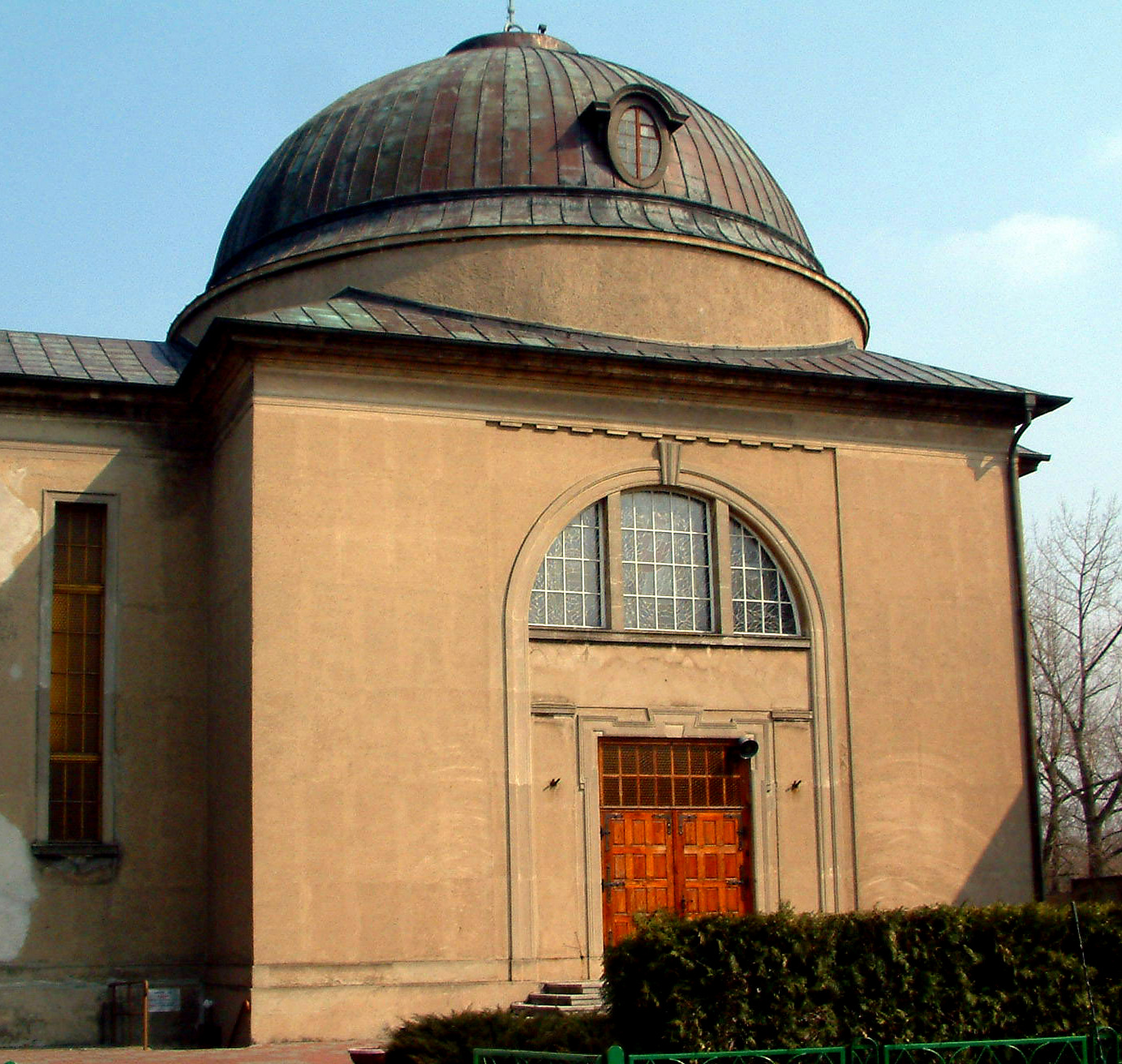
Kościół parafialny
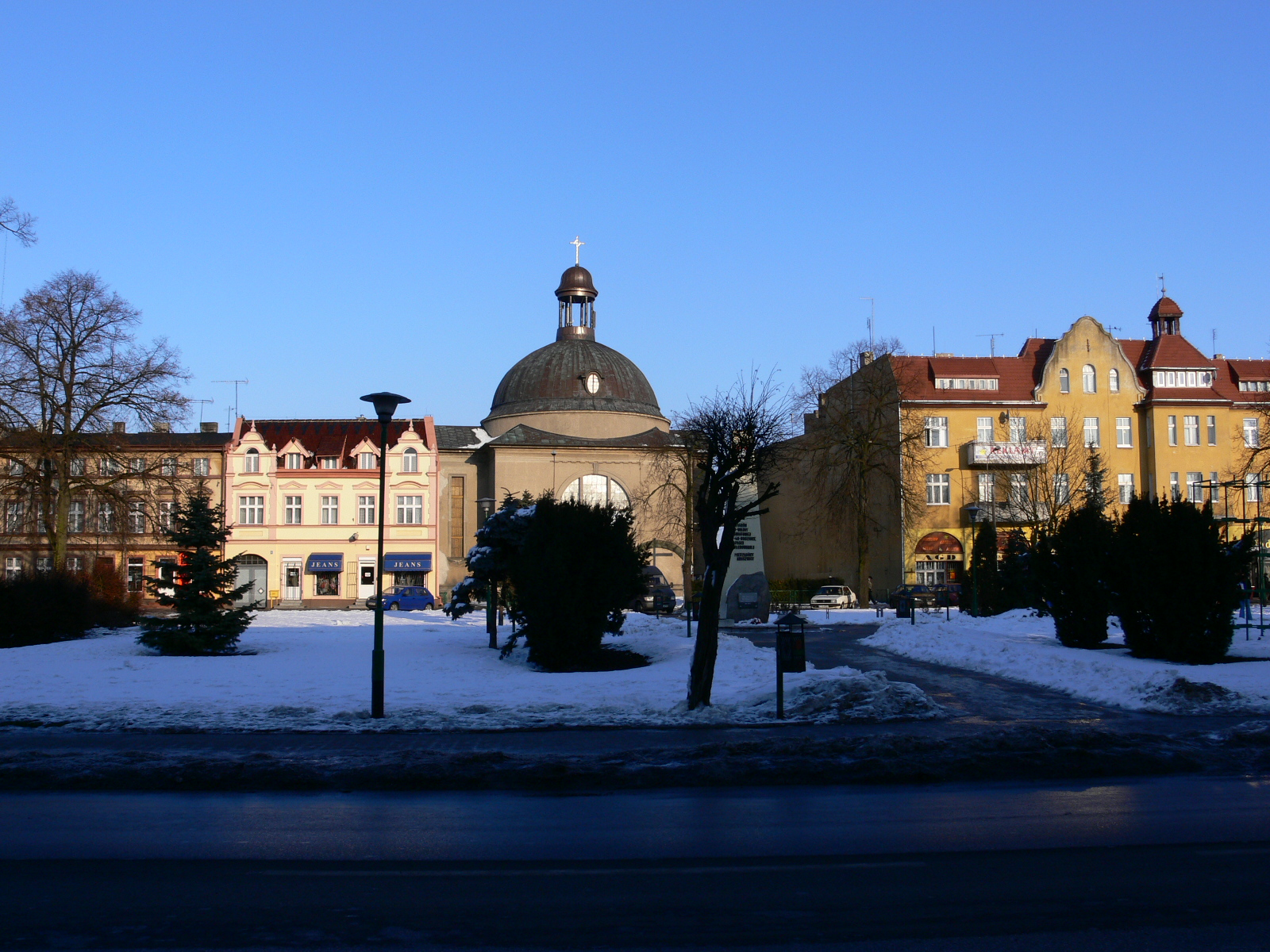
Kościół parafialny
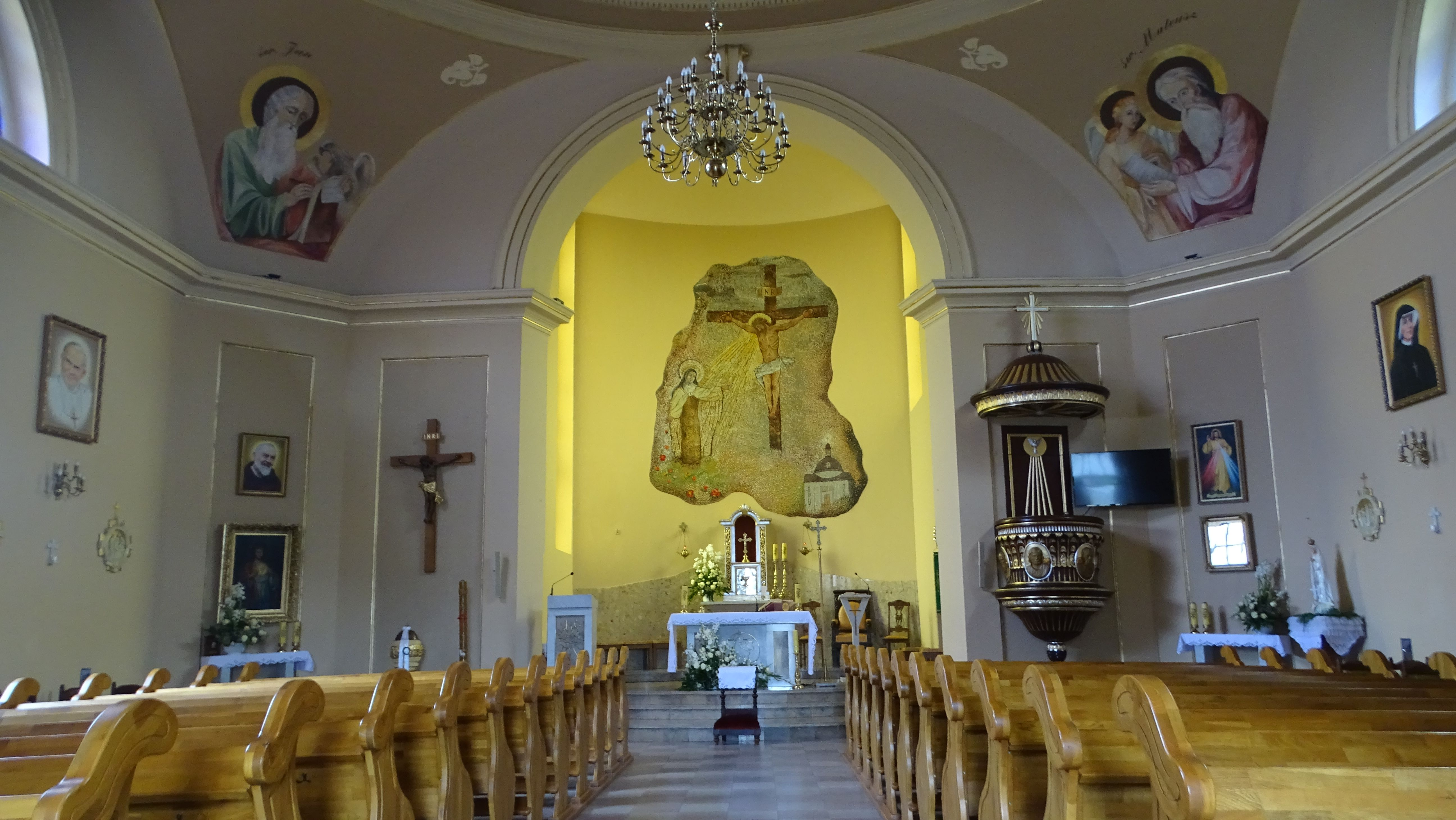
Wnętrze kościoła
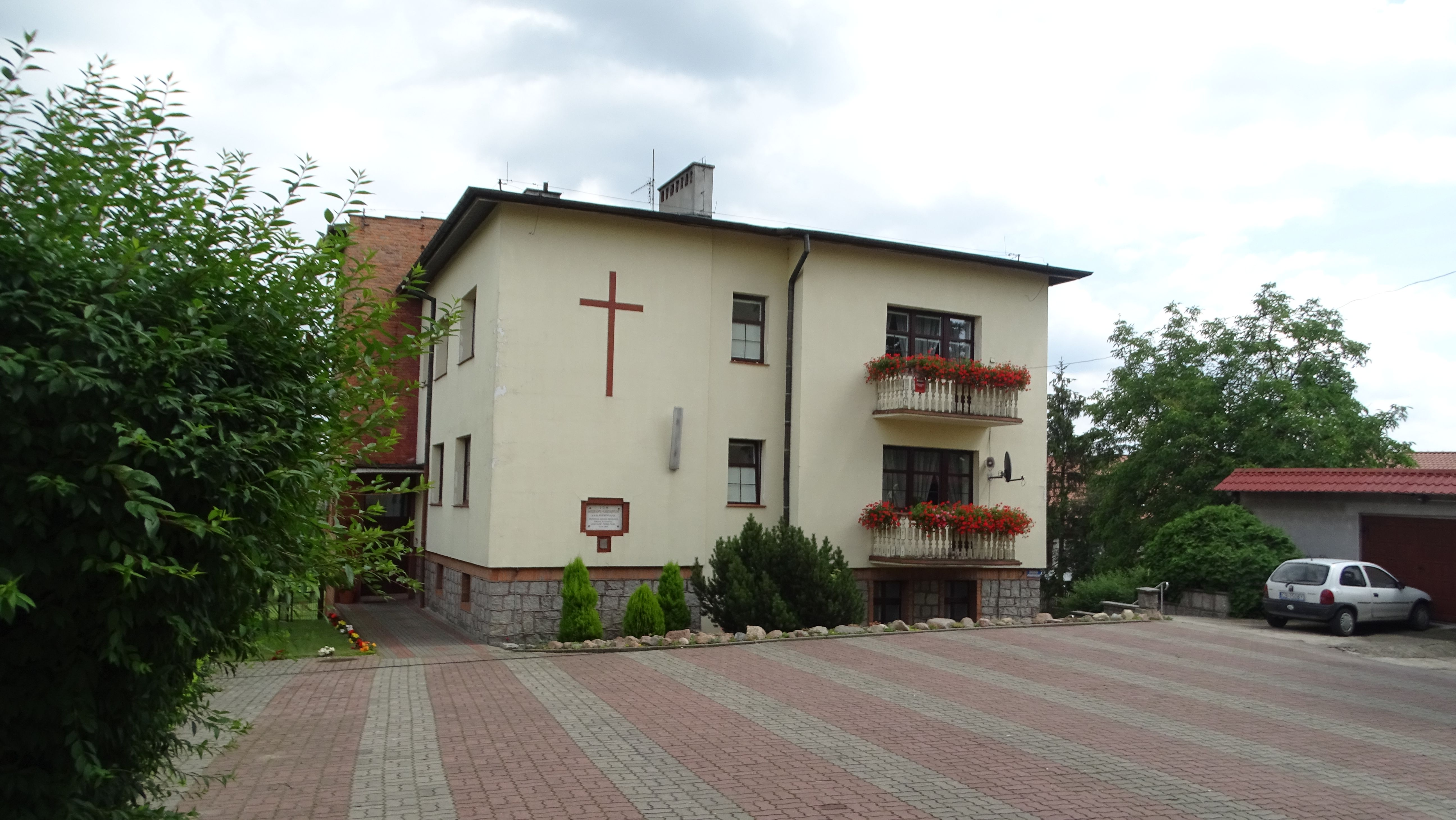
Plebania

## Zasięg parafii
W Kruszwicy ulice leżące w granicy parafii: Aleja Dworcowa, Droga Młyńska,Goplańska, Kasprowicza, Kraszewskiego, Lipowa, Mickiewicza, Niepodległości, Osiedle Robotnicze, Piasta, Podgórna, Podzamcze, Popiela, Portowa, Powstańców Wielkopolskich, Poznańska, Przybyszewskiego, Rybacka, Rynek, Stary Rynek, Sportowa, Wodna, Zamkowa, Ziemowita, Żeglarska.
Miejscowości należące do parafii: Łagiewniki, Rzepowo, Rzepiszyn.
Przy parafii działają następujące ruchy katolickie i stowarzyszenia : 
- Wspólnota pieszej pielgrzymki promienistej z Kruszwicy na Jasną Górę (od 28 lipca do 9 sierpnia)
- Ruch Katolicki 'Domowy Kościół'
- Wspólnota Matek Różańcowych
- Przyparafialny zespół wolontariatu CARITAS
- Przyparafialny zespół muzyczny 'Peregrinus' – utworzony z dawnej grupy muzycznej pielgrzymki pieszej, z grupy kruszwickiej
- Stowarzyszenie Wspierania Powołań Kapłańskich
- Wspólnota Ojca Pio
- Krąg biblijny
- Liturgiczna Służba Ołtarza